# Acer tenellum
Acer tenellum — вид квіткових рослин з родини сапіндових (Sapindaceae).

## Опис
Дерева зазвичай ≈ 7 метрів заввишки. Кора сіра чи темно-сіра, гладка. Гілочки стрункі; сочевички округлі чи яйцеподібні, дрібні. Листя опадне: ніжка 3–6 см, тонка й гола; листкова пластинка майже округла чи яйцювата, абаксіально (низ) блідо-зелена й гола крім злегка запушених у пазухах жилок, адаксіально темно-зелена й гола, 4–6 × 3–6 см, зазвичай 3-лопатева, рідше нерозділена; середня частка тупа, край цільний чи злегка вигнутий, верхівка гостра чи рідко загострена; бічні частки тупі чи трикутно-яйцеподібні, край цільний, верхівка гостра чи тупа. Суцвіття верхівкове, щиткоподібне, голе. Чашолистків 5, довгасті, 2–3 мм, обидві поверхні голі, край злегка війчастий. Пелюсток 5, жовтувато-зелені, видовжено-обернено-яйцеподібні, 2–3 мм, голі. Тичинок 8, у тичинкових квіток ≈ довжини пелюсток чи трохи коротші; пиляки жовті. Плоди пурпурні в молодості, голі; крило з горішком 2–3 см; горішки стислі, з майже горизонтально розпростертими крилами. Квітне у травні, плодить у вересні.

## Поширення
Вид є ендеміком південно-центрального Китаю: зх. Хубей, сх. і пд. Сичуань.
Населяє змішані ліси, долини; на висотах від 1200 до 1900 метрів.